# 슈타트하겐

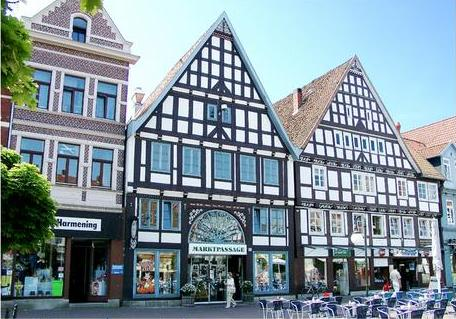
슈타트하겐

슈타트하겐(독일어: Stadthagen)은 독일 니더작센주에 위치한 도시로 면적은 60.27km2, 높이는 72m, 인구는 21,814명(2015년 12월 31일 기준), 인구 밀도는 360명/km2이다. 민덴에서 동쪽으로 약 20km, 하노버에서 서쪽으로 약 40km 정도 떨어진 곳에 위치한다.

시 문장